# Villars-Saint-Georges
Villars-Saint-Georges ist eine französische Gemeinde mit 283 Einwohnern (Stand: 1. Januar 2022) im Département Doubs in der Region Bourgogne-Franche-Comté. Sie gehört zum Arrondissement Besançon und ist Mitglied im Gemeindeverband Grand Besançon Métropole. Die Bewohner werden Toc Chan de V'La (deutsch Eichenberührer des Chaux-Waldes) genannt.

## Geographie
Villars-Saint-Georges liegt auf 280 m, sieben Kilometer südlich von Saint-Vit, etwa 20 Kilometer südwestlich der Stadt Besançon (Luftlinie). Das Dorf erstreckt sich am Ostrand der Saône-Ebene, am Rand der äußersten Ausläufer des Juras, südlich des Doubstals und östlich des Waldgebietes Forêt de Chaux.
Die Fläche des 5,15 km² großen Gemeindegebiets umfasst einen Abschnitt am Westrand des französischen Juras. Der Hauptteil des Gebietes wird von der Ebene zwischen den Flüssen Doubs und Loue eingenommen, die auf durchschnittlich 280 m liegt. Sie ist im Bereich von Villars-Saint-Georges überwiegend von Acker- und Wiesland bestanden. Nach Westen reicht der Gemeindeboden bis an den Rand des Forêt de Chaux. Im Norden erstreckt sich das Gemeindeareal bis zur Anhöhe der Côte des Bois, auf der mit 310 m die höchste Erhebung von Villars-Saint-Georges erreicht wird. Die nordöstliche Abgrenzung verläuft entlang dem Doubs, der hier einen großen Bogen zeichnet.
Nachbargemeinden von Villars-Saint-Georges sind Roset-Fluans und Osselle-Routelle im Norden, Byans-sur-Doubs im Osten, Fourg im Süden sowie Courtefontaine im Westen.

## Sehenswürdigkeiten
Die Dorfkirche Saint-Georges stammt aus dem 19. Jahrhundert und besitzt eine Glocke, die auf das Jahr 1750 datiert ist.

## Bevölkerung
| Jahr                       | 1962 | 1968 | 1975 | 1982 | 1990 | 1999 | 2005 | 2016 |
| Einwohner                  | 144  | 134  | 120  | 143  | 153  | 181  | 228  | 270  |
| Quellen: Cassini und INSEE |      |      |      |      |      |      |      |      |

Mit 283 Einwohnern (Stand 1. Januar 2022) gehört Villars-Saint-Georges zu den kleinen Gemeinden des Départements Doubs. Nachdem die Einwohnerzahl in der ersten Hälfte des 20. Jahrhunderts deutlich abgenommen hatte (1896 wurden noch 213 Personen gezählt), wurde seit Mitte der 1970er Jahre wieder ein kontinuierliches Bevölkerungswachstum verzeichnet.

## Wirtschaft und Infrastruktur
Villars-Saint-Georges war bis weit ins 20. Jahrhundert hinein ein vorwiegend durch die Landwirtschaft (Ackerbau, Obstbau und Viehzucht) und die Forstwirtschaft geprägtes Dorf. Daneben gibt es heute einige Betriebe des lokalen Kleingewerbes. Mittlerweile hat sich das Dorf auch zu einer Wohngemeinde gewandelt. Viele Erwerbstätige sind Wegpendler, die in den größeren Ortschaften der Umgebung ihrer Arbeit nachgehen.
Die Ortschaft liegt abseits der größeren Durchgangsstraßen an einer Departementsstraße, die von Fraisans nach Quingey führt. Weitere Straßenverbindungen bestehen mit Osselle und Fourg.